# Rune Høydahl
Rune Høydahl, né le 10 décembre 1969 à Drammen, est un coureur cycliste norvégien, spécialiste du cross-country, discipline dans laquelle il a remporté 7 titres de champion de Norvège.

## Palmarès en VTT
- 1992
  -  Champion de Norvège de cross-country
  -  Champion de Norvège de descente
- 1993
  - Coupe du monde de descente
    - 2e manche (Lillehammer)
- 1994
  -  Champion de Norvège de cross-country
  - Cross-country de Nordisk Mesterskab Amateurs
  - 3e du Mount Snow
- 1995
  - Cross-country de Nordisk Mesterskab
  - Coupe du monde
    - 1re manche (Cairns)
    - 2e manche (Madrid)
    - 3e manche (Houffalize)
    - 6e manche (Mount Snow)
    - 7e manche (Mont Sainte-Anne)
- 1996
  - Coupe du monde
    - 7e manche (Mount Snow)

  - Cross-country de Nordisk Mesterskab
  -  Vice champion du Monde de cross-country
- 1997
  -  Champion de Norvège de cross-country
- 1998
  -  Champion de Norvège de cross-country
  - Cross-country de Nordisk Mesterskab
  - Coupe du monde
    - 1re manche (Napa Valley)
    - 3e du classement général du cross-country
- 1999
  - Cross-country de Nordisk Mesterskab
- 2000
  -  Champion de Norvège de cross-country
- 2003
  -  Champion de Norvège de cross-country

## Palmarès en cyclo-cross
- 2001
  -  Champion de Norvège de cyclo-cross
- 2002
  -  Champion de Norvège de cyclo-cross

## Palmarès sur route
- 2001
  - 3e du Grand Prix d'Antibes